# Poli(3-hidroksioktanoat) depolimeraza
Poli(3-hidroksioktanoat) depolimeraza (EC 3.1.1.76, PHO depolimeraza, poli(3HO) depolimeraza, poli((R)-hidroksialkanoinska kiselina) depolimeraza, poli(HA) depolimeraza, poli(HAMCL) depolimeraza, poli((R)-3-hidroksioktanoat) hidrolaza) je enzim sa sistematskim imenom poli{oksikarbonil((R)-2-pentiletilen)} hidrolaza. Ovaj enzim katalizuje sledeću hemijsku reakciju
Hidrolizuje poliestar poli{oksikarbonil[-2-pentiletilen]} do oligomera
Glavni produkat nakon duže inkubacije je dimer.

## Literatura
- Nicholas C. Price; Lewis Stevens (1999). Fundamentals of Enzymology: The Cell and Molecular Biology of Catalytic Proteins (Third изд.). USA: Oxford University Press. ISBN 019850229X.
- Eric J. Toone (2006). Advances in Enzymology and Related Areas of Molecular Biology, Protein Evolution (Volume 75 изд.). Wiley-Interscience. ISBN 0471205036.
- Branden C; Tooze J. Introduction to Protein Structure. New York, NY: Garland Publishing. ISBN 0-8153-2305-0.
- Irwin H. Segel. Enzyme Kinetics: Behavior and Analysis of Rapid Equilibrium and Steady-State Enzyme Systems (Book 44 изд.). Wiley Classics Library. ISBN 0471303097.

## Spoljašnje veze
- Poly(3-hydroxyoctanoate)+depolymerase на 